# Dead Man on Campus
Dead Man on Campus (En busca de un suicida en Latinoamérica y Cláusula de escape en España) es una película de humor negro de 1998 protagonizada por Mark-Paul Gosselaar y Tom Everett Scott. Se centra en la leyenda urbana de que un estudiante es compensado con la aprobación de sus materias si su compañero de cuarto se suicidara. Dos amigos que fallan en la escuela intentan encontrar un compañero de cuarto deprimido para empujarlo al límite y recibir la aprobación de sus materias.
Para aumentar la venta de entradas en las salas, el estreno del film en Estados Unidos se programó con el inicio del nuevo año escolar universitario a fines de agosto de 1998. Fue la primera película de MTV Films que lleva una calificación R. La película fue filmada en la Universidad del Pacífico en Stockton, California. The Curve, también conocida como Dead Man's Curve, que salió en el mismo año, tiene una trama similar.

## Argumento
Josh ingresa a la universidad con una beca, y Cooper es asignado como su compañero de cuarto. Cooper estudia poco, en cambio, pasa todo el tiempo de fiesta y constantemente falta a sus cursos, pero su padre sigue pagando su enseñanza. El normalmente estudioso Josh se desvía por el estilo de vida de Cooper, y pasa la mitad inicial de su primer año de fiesta en lugar de estudiar, en consecuencia comienza a fallar en todos sus exámenes. Para su horror, luego descubre que una condición para mantener su beca es llevar un promedio de calificación aprobatoria cada año, y que con su bajo puntaje de mitad de período, necesita una A+++ (lo cual es imposible) en todos sus cursos o perderá su beca.
Mientras tanto, el padre de Cooper finalmente se da cuenta de que Cooper no está tratando de pasar su curso en absoluto, y amenaza con retirar su financiamiento si no obtiene una calificación aprobatoria este año, dejándolo en una posición similar. Un día descubren una oscura regla académica que establece que si el compañero de cuarto de un estudiante se suicida, entonces a los otros compañeros de cuarto se les concede calificaciones perfectas para ese año, independientemente de cualquier nivel académico previo. Cooper y Josh idearon un plan para buscar compañeros de cuarto que estén dispuestos a suicidarse; Cliff O'Malley fue su primer compañero de cuarto potencialmente suicida, pero era más probable que se mate a sí mismo (junto con cualquiera que lo acompañe) antes que suicidarse solo. Pronto se dan cuenta de que Cliff los matará o hará que los arresten y saltan de su auto en movimiento cuando la policía lo persigue.
Luego, intentan con Buckley Schrank, un geek de computadora paranoico que cree que Bill Gates quiere su cerebro. Después de mudar a Buckley a su cuarto, intentan empujarlo hasta el límite. Primero, Cooper se hace pasar por un voluntario de asistencia al suicida en línea directa, y cuando Buckley llama, le dice que él es Bill Gates y quiere su cerebro. Luego, Cooper compra equipo que puede facilitar el suicidio (una cuerda, dagas, medicamentos recetados) e intenta plantar los artículos alrededor del dormitorio con ayuda de Josh, pero Buckley descubre al dúo que se esconde de él con una soga y un cuchillo en la mano. Entonces Buckley, piensa que están tratando de matarlo y se convence aún más que la conspiración para matarlo y robarle el cerebro es real, así que se escapa.
Finalmente, Josh y Cooper traen a Matt Noonan, un músico de rock cambiante. Más tarde, Cooper lo sorprende cantando melodías de espectáculos y se entera de que fue elegido como Sr. Happy en la escuela secundaria, sin embargo finge estar deprimido solo para impresionar a las chicas y hacerse conocido en la música. Ante la pérdida de su beca, Josh se para al borde de un puente, a punto de suicidarse. Cooper le habla a Josh desde abajo y le dice que no es un fracaso. Cuando Josh baja del puente, le revela a Cooper que estaba fingiendo su intento de suicidio para que la escuela le diera otra oportunidad, y Cooper se vería como un héroe para su padre. La película termina con Josh narrando que le dieron un semestre adicional para mejorar sus calificaciones, y consiguió salvar su beca, y que Cooper se convirtió en un estudiante más serio, pero trabajó veranos limpiando inodoros en el negocio de su padre para aprender cómo finalmente hacerse cargo.

## Reparto
- Mark-Paul Gosselaar como Cooper Frederickson.
- Tom Everett Scott como Josh Miller.
- Poppy Montgomery como Rachel Gillmore.
- Lochlyn Munro como Clifford "Cliff" O'Malley.
- Randy Pearlstein como Buckley Schrank.
- Corey Page como Matthew "Matt" Noonan.
- Alyson Hannigan como Lucy.
- Shelley Malil como el Profesor de Biología.
- Mari Morrow como Kristin.
- Dave Ruby como Zeke.
- Mark Carapezza como Hank.
- Jeff T. como Jerry.
- Jason Segel como Kyle.
- Linda Cardellini como Kelly.
- Aeryk Egan como Pickle.

## Producción
Las escenas fueron filmadas en el campus de la Universidad del Pacífico (Stockton, California), el puente de la calle 7 de Modesto y fuera del campus de la Universidad del Sur de California.

## Recepción
Dead Man on Campus recibió críticas negativas de los críticos. La película tiene una calificación del 15% en el sitio de reseñas agregadas de películas Rotten Tomatoes, basada en 46 reseñas. El New York Times dijo que la película era "previsiblemente tonta", pero alabó la actuación de Mark-Paul Gosselaar, diciendo “El señor Gosselaar es muy bueno, por más que su actuación como Cooper a veces anula el tono adolescente de la película”. La película se realizó con un presupuesto de $14 millones, y recaudó $15 064 946 a nivel doméstico, apenas obteniendo ganancias en la taquilla. La película está actualmente agotada.

## Música
| N.º | Título                                      | Escritor(es)                                                                            | Intérprete          | Duración |  |
| 1.  | «Golden Years»                              | David Bowie                                                                             | Marilyn Manson      | 3:49     |  |
| 2.  | «Cowboy Song»                               | Damon Albarn / Graham Coxon / Alex James / Dave Rowntree                                | Blur                | 4:03     |  |
| 3.  | «Human»                                     | Bruce Gilbert / Robert Gotobed / Graham Lewis /Donna Matthews                           | Elastica            | 3:28     |  |
| 4.  | «We Still Need More (Than Anyone Can Give)» | Gareth Coombes / Robert Coombes / Michael Quinn                                         | Supergrass          | 3:44     |  |
| 5.  | «Paint by Numbers»                          | Matt Mahaffey                                                                           | Self                | 3:07     |  |
| 6.  | «Realize (The Chemical Brothers Remix)»     | John King / Michael Simpson                                                             | Dust Brothers       | 3:59     |  |
| 7.  | «Super Bon Bon (Propellerheads Mix)»        | Mark De Gli Antoni / M. Doughty / Yuval Gabay                                           | Soul Coughing       | 5:36     |  |
| 8.  | «Organizized»                               | Adam 12 / Al / J. Cohen / Marcus Cummings /Dorian / Jordan / Spider / Laneatha Williams | Powerman 5000       | 3:56     |  |
| 9.  | «Bound & Tied»                              | Scott Stapp / Mark Tremonti                                                             | Creed               | 5:36     |  |
| 10. | «Sleeper»                                   | Audioweb / Robin File / Sean McCann                                                     | Audioweb            | 5:13     |  |
| 11. | «Walking in the Dark»                       | John Feldmann / Charlie Paulson                                                         | Goldfinger          | 3:00     |  |
| 12. | «When the Curtain Calls for You»            | Matt Barrick / Tom Frank / Stewart Lupton / Paul Maroon / Walter Martin                 | Jonathan Fire*Eater | 2:35     |  |
| 13. | «Empty Ships»                               | Ian Sefchick                                                                            | Creeper Lagoon      | 3:48     |  |
| 14. | «Ahora te puedes marchar»                   | Michael Hawker / Ivor Raymonde                                                          | Twiggy y Twiggy     | 3:33     |  |